# تنينيات
التنينيات هي زخة شهب تحدث في نصف الأرض الشمالي جرمها الأم هو المذنب الدوري 21P/جياكوبيني-تسينر [الإنجليزية]. سُمّيت على اسم كوكبة التنين، من حيث أتوا على ما يبدو. تقريبًا جميع الشهب التي تسقط باتجاه الأرض تتلاشى قبل وقت طويل من وصولها إلى سطحها. من الأفضل مشاهدة التنينيات بعد غروب الشمس في منطقة ذات سماء داكنة صافية.
كان لدى تنينيات عامي 1933 و1946 معدلات ساعية سمتية رأسية [الإنجليزية] تقدر بآلاف الشهب المرئية في الساعة، وهي من بين عواصف الشهب الأكثر إثارة للإعجاب في القرن العشرين. يمكن أن تحدث انفجارات نادرة في النشاط عندما تنتقل الأرض عبر جزء أكثر كثافة من تيار حطام المذنب؛ على سبيل المثال، في عام 1998، ارتفعت المعدلات فجأة ولكنها زادت بشكل متواضع فقط في عام 2005. حدث انفجار شهبي تنيني كما هو متوقع في 8 أكتوبر 2011، على الرغم من أن القمر الأحدب المتزايد قلل من عدد الشهب التي لوحظت بصريًا. خلال عمليات الرصد الرادارية لعام 2012 (التي تكشف عن الشهب الأصغر حجمًا والأكثر خفوتًا) اكتشفت ما يصل إلى 1000 شهاب في الساعة. قد يكون انفجار 2012 ناجمًا عن المسار الضيق من الغبار والحطام الذي خلفه المذنب الأم في عام 1959.
| تاريخ          | تيار | معدل ساعي سمتي رأسي [الإنجليزية] |
| -------------- | ---- | -------------------------------- |
| 09 أكتوبر 1933 | 1900 | 6000                             |
| 09 أكتوبر 1946 | 1900 | 3000                             |
| 09 أكتوبر 1952 |      | 174 (رادار)                      |
| 08 أكتوبر 1998 |      | 720                              |
| 08 أكتوبر 2005 | 1946 | 150 (راداري) / 40 (مرئي)         |
| 08 أكتوبر 2011 | 1900 | 300                              |
| 08 أكتوبر 2012 | 1959 | 1000 (رادار)                     |
| 08 أكتوبر 2018 | 1952 | 150                              |